# Aleurotrachelus euphorifoliae
Aleurotrachelus euphorifoliae là một loài côn trùng cánh nửa trong họ Aleyrodidae, phân họ Aleyrodinae.
Aleurotrachelus euphorifoliae được Young miêu tả khoa học đầu tiên năm 1944.